# Bundesliga austriacka w piłce nożnej (2006/2007)
Bundesliga  2006/2007 (znana jako T-Mobile Bundesliga ze względów sponsorskich) była 96 edycją najwyższej klasy rozgrywkowej piłki nożnej na Austrii. 
Brało w nim udział 10 drużyn, które w okresie od 18 lipca 2006 do 20 maja 2007 rozegrały 36 kolejek meczów.
Obrońcą tytułu była drużyna Austria Wiedeń. Mistrzostwo po raz czwarty w historii zdobyła drużyna Red Bull Salzburg.

## Drużyny
| Uczestnicy poprzedniej edycji                                                                                 | Uczestnicy poprzedniej edycji | Uczestnicy poprzedniej edycji | Uczestnicy poprzedniej edycji |
| --- | ----------------------------- | ----------------------------- | ----------------------------- |
| AWI | Austria Wiedeń                | 1                             |                               |
| RBS | Red Bull Salzburg             | 2                             |                               |
| SVP | FC Pasching                   | 3                             |                               |
| RIE | SV Ried                       | 4                             |                               |
| RPD | Rapid Wiedeń                  | 5                             |                               |
| GAK | Grazer AK                     | 6                             |                               |
| MAT | SV Mattersburg                | 7                             |                               |
| STR | Sturm Graz                    | 8                             |                               |
| WIN | Wacker Innsbruck              | 9                             |                               |
| Awans z I ligi                                                                                                |                               |                               |                               |
| ALT | SCR Altach                    | 1                             |                               |
| Oznaczenia: - kolumna pierwsza – skróty nazw drużyn, - kolumna trzecia – miejsce zajęte w poprzednim sezonie. |                               |                               |                               |

## Tabela
| Lp. | Drużyna               | M  | Z  | R  | P  | B+ | B- | +/– | Pkt | Kwalifikacja lub spadek                      |
| --- | --------------------- | -- | -- | -- | -- | -- | -- | --- | --- | -------------------------------------------- |
| 1   | Red Bull Salzburg (M) | 36 | 22 | 9  | 5  | 70 | 23 | +47 | 75  | Liga Mistrzów UEFA • II runda kwalifikacyjna |
| 2   | SV Ried               | 36 | 15 | 11 | 10 | 47 | 42 | +5  | 56  | Puchar UEFA • I runda kwalifikacyjna         |
| 3   | SV Mattersburg        | 36 | 16 | 7  | 13 | 61 | 58 | +3  | 55  | Puchar UEFA • I runda kwalifikacyjna         |
| 4   | Rapid Wiedeń          | 36 | 14 | 10 | 12 | 55 | 49 | +6  | 52  | Puchar Intertoto UEFA (2007)                 |
| 5   | Pasching              | 36 | 14 | 10 | 12 | 47 | 41 | +6  | 52  |                                              |
| 6   | Austria Wiedeń (P)    | 36 | 11 | 12 | 13 | 43 | 43 | 0   | 45  | Puchar UEFA • II runda kwalifikacyjna        |
| 7   | Sturm Graz            | 36 | 16 | 6  | 14 | 40 | 40 | 0   | 41  |                                              |
| 8   | Rheindorf Altach      | 36 | 11 | 5  | 20 | 45 | 64 | −19 | 38  |                                              |
| 9   | Wacker Tirol          | 36 | 8  | 10 | 18 | 40 | 64 | −24 | 34  |                                              |
| 10  | Grazer AK (S)         | 36 | 8  | 10 | 18 | 43 | 67 | −24 | 6   | spadek do Regionalliga Mitte                 |

1. ↑  ⇒15 maja 2006 Sturm Graz otrzymał 3 punkty karne na sezon 2006/07 za naruszenie przepisów licencyjnych.
⇒26 marca 2007 Sturm otrzymał 10 dodatkowych punktów ujemnych z powodu niewypłacalności lub niewykonania zobowiązań finansowych.
2. ↑  ⇒14 marca 2007 FIFA nakazała odjęcie 6 punktów Grazer AK za zaległości finansowe wobec Daniela Kimoniego.
⇒26 marca 2007 GAK otrzymał 10 dodatkowych punktów ujemnych z tytułu niewypłacalności lub niespełnienia zobowiązań i kolejne 12 punktów ujemnych (łącznie 28) za niespełnienie wymogów licencyjnych.
⇒31 marca 2007 sąd cywilny na mocy nakazu tymczasowego przywrócił 28 punktów dla GAK. 20 kwietnia 2007 wstępny nakaz został uchylony. 5 czerwca 2007 sprawa Graz AK została przekazana do II instancji. Ze względu na błąd formalny, przełożono rozsprawę na 8 czerwca 2007. Ostateczna decyzja została wydana 18 czerwca 2007, sąd odmówił Grazer AK licencji zawodowej. Oznaczało to spadek GAK do Regionalliga Mitte.

## Wyniki
| Gospodarz \ Gość  | ALT | AWI | GAK | MAT | PAS | RWI | RIE | RBS | STU | TIR | ALT | AWI | GAK | MAT | PAS | RWI | RIE | RBS | STU | TIR |
| ----------------- | --- | --- | --- | --- | --- | --- | --- | --- | --- | --- | --- | --- | --- | --- | --- | --- | --- | --- | --- | --- |
| Rheindorf Altach  |     | 1–0 | 4–1 | 0–2 | 2–3 | 3–1 | 0–0 | 0–2 | 4–1 | 0–1 |     | 0–1 | 3–1 | 3–2 | 3–2 | 2–1 | 0–2 | 0–2 | 1–3 | 2–0 |
| Austria Wiedeń    | 2–0 |     | 0–0 | 3–1 | 1–1 | 0–0 | 1–1 | 1–1 | 1–1 | 4–1 | 3–0 |     | 2–2 | 1–1 | 2–0 | 2–1 | 2–1 | 0–2 | 0–1 | 4–1 |
| Grazer AK         | 1–1 | 1–3 |     | 0–2 | 2–1 | 1–1 | 2–2 | 0–2 | 0–0 | 2–1 | 4–1 | 2–1 |     | 3–3 | 2–1 | 0–2 | 2–3 | 0–0 | 0–2 | 3–2 |
| SV Mattersburg    | 6–3 | 1–0 | 2–1 |     | 0–2 | 1–0 | 0–0 | 2–1 | 1–4 | 1–1 | 2–1 | 3–1 | 5–1 |     | 2–4 | 1–0 | 1–2 | 2–1 | 1–0 | 6–1 |
| Pasching          | 4–2 | 2–0 | 1–0 | 1–2 |     | 1–0 | 0–0 | 1–1 | 1–0 | 0–2 | 1–1 | 2–1 | 3–0 | 2–0 |     | 0–1 | 3–1 | 0–1 | 1–1 | 3–1 |
| Rapid Wiedeń      | 3–2 | 1–1 | 1–4 | 4–1 | 1–1 |     | 2–2 | 1–1 | 4–1 | 1–1 | 2–1 | 3–0 | 1–0 | 2–2 | 2–0 |     | 5–2 | 2–2 | 3–0 | 2–1 |
| SV Ried           | 1–2 | 1–0 | 1–1 | 6–2 | 1–1 | 1–0 |     | 0–3 | 2–1 | 0–1 | 2–0 | 1–0 | 3–1 | 1–0 | 2–1 | 1–2 |     | 0–1 | 2–1 | 2–1 |
| Red Bull Salzburg | 3–0 | 4–0 | 4–1 | 2–0 | 3–0 | 4–0 | 1–1 |     | 2–0 | 4–0 | 1–1 | 2–2 | 2–1 | 1–1 | 2–3 | 3–1 | 2–0 |     | 3–1 | 3–0 |
| Sturm Graz        | 2–0 | 1–0 | 0–2 | 0–0 | 0–0 | 2–0 | 1–0 | 2–1 |     | 2–3 | 1–0 | 0–1 | 1–0 | 3–1 | 2–1 | 1–0 | 1–1 | 0–2 |     | 2–0 |
| TIR               | 0–1 | 1–1 | 1–1 | 2–1 | 0–0 | 2–2 | 1–2 | 2–1 | 2–0 |     | 1–1 | 2–2 | 5–1 | 1–3 | 0–0 | 2–3 | 0–0 | 0–2 | 0–2 |     |

## Najlepsi strzelcy
| Bramki | Strzelcy           | Drużyna           |
| ------ | ------------------ | ----------------- |
| 22     | Alexander Zickler  | Red Bull Salzburg |
| 14     | Leo da Silva       | Rheindorf Altach  |
| 11     | Mate Bilić         | Rapid Wiedeń      |
| 11     | Christian Mayrleb  | Pasching          |
| 10     | Herwig Drechsel    | SV Ried           |
| 10     | Michael Mörz       | SV Mattersburg    |
| 10     | Thomas Wagner      | SV Mattersburg    |
| 9      | Johannes Aigner    | Austria Wiedeń    |
| 9      | René Aufhauser     | Red Bull Salzburg |
| 8      | Mario Bazina       | Rapid Wiedeń      |
| 8      | Sebastián Martínez | SV Ried           |

Źródło: .

## Stadiony
| Rheindorf Altach         |
| ------------------------ |
| Sportanlage Schnabelholz |
| 8 500                    |
|                          |

| Austria Salzburg |
| ---------------- |
| Red Bull Arena   |
| 18 200           |
|                  |

| Austria Wiedeń     |
| ------------------ |
| Franz Horr Stadion |
| 17 500             |
|                    |

| Grazer AK Sturm Graz |
| -------------------- |
| UPC-Arena            |
| 16 364               |
|                      |

| SV Mattersburg |
| -------------- |
| Pappelstadion  |
| 15 100         |
|                |

| Pasching    |
| ----------- |
| Waldstadion |
| 6 009       |
|             |

| Rapid Wiedeń            |
| ----------------------- |
| Gerhard-Hanappi-Stadion |
| 18 442                  |
|                         |

| SV Ried                |
| ---------------------- |
| Fill Metallbau Stadion |
| 7 680                  |
|                        |

| Wacker Tirol      |
| ----------------- |
| Tivoli Neu        |
| Pojemność: 16 008 |
|                   |

Źródło: .